# Histoire des relations internationales
 (janvier 2021).
La mise en forme du texte ne suit pas les recommandations de Wikipédia : il faut le « wikifier ».
Les points d'amélioration suivants sont les cas les plus fréquents. Le détail des points à revoir est peut-être précisé sur la page de discussion.
- Les titres sont pré-formatés par le logiciel. Ils ne sont ni en capitales, ni en gras.
- Le texte ne doit pas être écrit en capitales (les noms de famille non plus), ni en gras, ni en italique, ni en « petit »…
- Le gras n'est utilisé que pour surligner le titre de l'article dans l'introduction, une seule fois.
- L'italique est rarement utilisé : mots en langue étrangère, titres d'œuvres, noms de bateaux, etc.
- Les citations ne sont pas en italique mais en corps de texte normal. Elles sont entourées par des guillemets français : « et ».
- Les listes à puces sont à éviter, des paragraphes rédigés étant largement préférés. Les tableaux sont à réserver à la présentation de données structurées (résultats, etc.).
- Les appels de note de bas de page (petits chiffres en exposant, introduits par l'outil «  Source ») sont à placer entre la fin de phrase et le point final[comme ça].
- Les liens internes (vers d'autres articles de Wikipédia) sont à choisir avec parcimonie. Créez des liens vers des articles approfondissant le sujet. Les termes génériques sans rapport avec le sujet sont à éviter, ainsi que les répétitions de liens vers un même terme.
- Les liens externes sont à placer uniquement dans une section « Liens externes », à la fin de l'article. Ces liens sont à choisir avec parcimonie suivant les règles définies. Si un lien sert de source à l'article, son insertion dans le texte est à faire par les notes de bas de page.
- La présentation des références doit suivre les conventions bibliographiques. Il est recommandé d'utiliser les modèles {{Ouvrage}}, {{Chapitre}}, {{Article}}, {{Lien web}} et/ou {{Bibliographie}}. Le mode d'édition visuel peut mettre en forme automatiquement les références.
- Insérer une infobox (cadre d'informations à droite) n'est pas obligatoire pour parachever la mise en page.

Pour une aide détaillée, merci de consulter Aide:Wikification.
Si vous pensez que ces points ont été résolus, vous pouvez retirer ce bandeau et améliorer la mise en forme d'un autre article.
L’histoire des relations internationales est une discipline historique qui occupe une place importante au sein de l’historiographie et de la recherche. Elle consiste en l’analyse et en l’explication des relations établies entre des États par l’intermédiaire du personnel politique et administratif (étude des actes diplomatiques) mais aussi des relations établies par les particuliers avec d’autres particuliers par-delà les frontières. L’histoire des relations internationales cherche donc à dépasser la simple construction chronologique afin de comprendre le rôle de la politique étrangère et ainsi déceler le fonctionnement des relations internationales. L’histoire des relations internationales étudie alors les actions du personnel politique, les facteurs économiques et les interactions d’acteurs non-politiques qui traversent les frontières. Les sentiments collectifs et les mentalités font aussi l'objet de travaux, en tant que phénomènes transnationaux. Née en Europe à la fin du 19e siècle, cette discipline reste fortement imprégnée par les méthodes et les angles d'approche de cette époque (par exemple, analyse qualitative et histoire politique). Un de ses atouts consiste à publier de nombreuses sources servant les travaux historiques actuels. À l’origine, l'histoire des relatons internationales était appelée histoire diplomatique: influencés par l’École des Annales, les historiens des années 1950 délaissent ce terme pour le remplacer par celui d'histoire des relations internationales. En effet, cette nouvelle dénomination intègre l’histoire diplomatique tout en élargissant ses champs d'étude. Dès lors, les relations qu'elle étudie peuvent être de nature économique, sociale, juridique, etc.

## Historique et origines de l'histoire des relations internationales

### Antiquité
Les relations internationales sont essentiellement limitées à l’analyse des relations commerciales ainsi que des échanges entre sociétés et puissances extérieures sans y trouver toutefois de réelles régularisations et, de facto, un droit international. Il faudra attendre les Temps Modernes et la création du concept d’État pour voir apparaître des études plus poussées dans ce domaine.
En Grèce, les sciences humaines commencent à se détacher des explications mythologiques durant le Ve siècle av. J.-C. Cela est illustré par deux auteurs :  Hérodote, « Père de l’histoire » et Thucydide avec son analyse rigoureuse du conflit entre Sparte et Athènes (dont il est contemporain) à travers son œuvre La Guerre du Péloponnèse.  Thucydide explique dans cette œuvre les valeurs régissant les interactions entre puissances, une puissance maritime pour Athènes (thalassocratie) et une puissance continentale pour Sparte. La compétition et les intérêts propres ont été identifiés par Thucydide comme leitmotiv de cette guerre. Ce point de vue inspirera de nombreux autres auteurs durant la période moderne.
Deux empires sont principalement à l’origine de la mosaïque d’États qui existe de nos jours : l’Empire romain et l’Empire chinois. L’empire chinois s’est certes disloqué, mais il s’est ensuite reconstitué donnant ainsi un sentiment de continuité. À l’instar des auteurs européens de la période antique, Sun Tzu ne parle pas des relations internationales en tant que telles, mais il montre les différentes valeurs et les comportements pouvant déclencher des conflits dans son écrit intitulé l’Art de la guerre. Son ouvrage reste néanmoins d’essence principalement militaire; son but est avant tout d’aider les généraux militaires de son temps et non de se mêler de la politique. L’Empire romain finira par se scinder en deux parties : l’empire d’Occident et l’empire d’Orient qui ont joué un rôle important dans la disposition actuelle de l’Europe, principalement sur le plan culturel. Le christianisme introduit sous l’empire d’Occident aura un rôle particulièrement déterminant dans les « relations internationales » durant la période médiévale. L’idée impériale persistera toutefois, notamment avec Charlemagne qui se fera sacrer empereur à Rome traduisant ainsi la continuité de la volonté de domination.
Les historiens ont affirmé, sur base des témoignages antiques qui sont essentiellement de nature conflictuelle, qu’il n’existait pas de diplomatie durant l’Antiquité. C. Auliard démontre toutefois que l’on peut trouver des signes de diplomatie durant la période romaine bien qu’il n’existât pas de terme pour désigner la politique des relations entre États. Rome aurait prématurément établi des contacts avec ses ennemis qui se sont structurés par la suite. Cette diplomatie romaine était foncièrement différente de la diplomatie moderne : les relations dans l’Antiquité (pas seulement à Rome) avaient un caractère « ponctuel » et « temporaire », et il n’existait pas de « représentation permanente entre les États du monde méditerranéen antique ». Cicéron donne un témoignage des pratiques diplomatiques à Rome : « Il est indispensable au sénateur de connaître la chose publique, et cette connaissance est étendue : le nombre de soldats dont l’État dispose, les ressources du trésor public, les alliés, les amis, les tributaires de la république, les lois, les conventions, les traités ». Il était donc important de connaître le statut des autres États pour les hauts dignitaires romains.

### Moyen Âge
Comme pour l’Antiquité, la pensée médiévale ne développe pas véritablement les relations internationales.Toutefois, on observe quelques réflexions et études sur les actions politiques et gouvernementales dans ce domaine. Plusieurs problèmes se présentent lors de l’étude de cette discipline pour la période médiévale, notamment l’absence des concepts de nations et d'États dans le sens moderne qu’on leur donne ainsi que la mainmise de l’Église sur ces réflexions.
En effet, durant la période médiévale, l’Église est par excellence une puissance internationale: elle possède effectivement des adeptes dans différents États. La rupture de l’unité romaine fait place aux invasions germaniques, et la politique matrimoniale alors mise en place pour arrêter ces guerres peut être considérée comme des « manifestations de relations internationales ». Plus tard, Clovis se fera aider par des évêques et d’autres dignitaires ecclésiastiques pour combattre les germains de confession arienne. Bien que le souhait d’unification de Clovis n’aboutira pas réellement, il y a là une autre manifestation de « relations internationales ».
L’axiome théologique est à la base de la plupart des raisonnements concernant les agissements humains, tant au niveau individuel qu’en tant que collectivité. L’Église pouvait condamner les guerres ou les légitimer en condamnant les excès (issus de la maladie humaine) de certains tyrans et ainsi justifier le rôle purificateur de certaines guerres. D’autre part, les guerres défensives sont encouragées si la volonté divine le permet.
Selon les chrétiens de la fin de l’Antiquité et du Bas Moyen Âge, le monde devait rester unifié sous une même morale, donc chrétienne, garantie par un projet commun piloté par les élites du clergé et les ministres du culte. Ce point de vue fut mis à mal par le désordre qui régna à partir de la chute de l’Empire romain d’Occident car les modèles adulés issus de l’époque de la polis grecque ou encore de l’imperium romain s’effondrèrent.
Sous les carolingiens, on assiste à un glissement du pôle de l’Europe de la Méditerranée vers la région d’entre Rhin et Loire à la suite de la reformation d’une unité autour de la dynastie carolingienne et de l’Église. L’empire carolingien finira par être disloqué lors du Traité de Verdun en 843 mais des éléments d’administration commune vont toutefois subsister. En dépit d’une économie fermée, il existe tout de même des relations ; un trafic Nord-Sud sur le Rhin, des communications Est-Ouest et des relations autour de la Méditerranée.
Le monde de l’Islam est, quant à lui, bien différent de l’Occident. Il est subdivisé en de multiples clans qui maintiennent malgré tout une unité religieuse.
La première croisade (1095) aura une importance significative en ce qui concerne les relations internationales durant la période médiévale. Sous l’unité de l’Église, les croisés, qui sont issus de différents États vont se confronter directement aux peuples musulmans dans une lutte pour Jérusalem. Cet évènement entraine également la dégradation des rapports entre Grecs et Latins. La première croisade permet, en outre, d’envoyer hors de l’Europe une série de « féodaux indomptés » ce qui entraine une paix publique et permet aux États européens de se solidifier.
La redécouverte, au Haut Moyen Âge, des écrits traduits de l’ère préchrétienne (issus des bibliothèques arabes ou encore échangés à des marchands) a contribué à changer les modèles d’analyse des sciences en général. Thomas d’Aquin, par exemple, s’inspira de Platon ou encore d’Aristote pour aborder ses théories politiques selon un point de vue influencé par la raison. Le concept de « loi naturel » fait également ses premières apparitions et la conscience nationale se développe durant le XVe siècle.
L’approche médiévale est contradictoire : elle déplore d’une part la guerre et prône de l’éviter, sauf dans le cas du maintien des autorités souveraines. Par ailleurs, l’influence de la scolastique ne permet pas d’écarter les effets de la création divine et les enseignements bibliques dans toutes les activités humaines, et ce compris dans ses relations en tant que communauté ou société.

### Temps Modernes
La fin du XIVe et le début du XVe siècle sont encore sous l’influence des pensées issues du Haut Moyen Âge. Au XVIe siècle, des courants intellectuels et spirituels, dont l’humanisme, vont s’épanouir. L’imprimerie va considérablement développer la culture et les moyens de communication rendant ainsi les relations internationales plus accentuées dans les siècles qui suivent bien que l’évolution des théories sur les relations internationales demeure lente durant ces deux siècles. Les missions diplomatiques permanentes font aussi leur apparition.
Le modèle de la Cité-état qui était en pleine expansion, particulièrement en Italie, influencera de nombreux auteurs humanistes dont Guiccardini ou encore Machiavel, ce dernier va émettre l’idée de créer la profession à part entière de diplomate. Dante est également précoce dans l’analyse des situations politiques extérieures à Florence, il s’intéresse en effet au sort de l’Italie entière. Il va échouer dans sa tâche de médiateur pour la ville de Florence et se montrera alors favorable à un pouvoir temporel plus fort, seule autorité habilitée à résoudre les conflits et les instabilités en Europe. Ce dernier était également un adepte de l’idée qui préconisait le retour d’un seul et unique empire à la gouverne du continent, avec un seul monarque à sa tête (cela est mentionné dans ses œuvres Le Banquet et La Monarchie). Cette idée d’empire unique sera reprise par ses contemporains, notamment Marcile de Padoue. Un siècle plus tard, Didier Érasme de Rotterdam montre une idéologie plus pacifiste : la lutte contre le conflit est clairement un objectif que devraient partager toutes les puissances. Il émet des idées pour parvenir à ce but.
À la fin du XVe, Guiccardini se méfie des systèmes d’alliances et des actions diplomatiques dans son Histoire de l’Italie, elles sont selon lui créatrices de confusions. Ces idées ont toujours un impact sur l’étude des relations internationales d’aujourd’hui car elles sont à l’origine de la théorie de la « balance des pouvoirs ».
Machiavel à travers son œuvre Sur l’Art de la guerre (1521) s’étend sur les notions de défense et de sécurité.
L’idée d’une communauté humaine unique se poursuit au XVIe siècle, avec l’Espagnol Francisco de Vitoria, considéré au début du XXe siècle comme le précurseur de la Société des Nations. Francisco Suarez, espagnol également, mais aussi jésuite et par conséquent plus fervemment catholique, préconise toujours au XVIIe siècle un pouvoir indirect influant sur les différents régimes européens, comme avec l’Angleterre qu’il critique pourtant ouvertement dans son De Legibus (1612). Il est cependant plus connu pour sa définition du droit naturel qui devait donner à terme un droit international organique et positif. Jean Bodin (1529-1596), contemporain de la guerre de religion en France contre les Huguenots, reconnait également l’existence d’un droit international tacite. Ce dernier est aussi à l’origine de la théorie de souveraineté. Le Hollandais Hugo de Groot, dit Hugo Grotius (1583-1645), sera plusieurs fois contraints à l’exil pour ses idées. Il verra son ouvrage Droit de la guerre et de la paix (1623-1625) mis à l’index par l’Église, cet ouvrage révolutionne le droit international en imaginant plusieurs moyens juridiques et moraux pour parvenir à la paix. Ses théories influenceront, par exemple, l’élaboration du Traité de Westphalie.
Au XVIIe siècle, Bruni loue lui aussi le modèle de la cité-état. Thomas Hobbes (1588-1679), qui vit dans une Angleterre du XVIIe siècle déchirée par la guerre civile aborde la question de la guerre dans Le Léviathan (1651). Selon lui, la nature de l’individu mène au but de la préservation de soi. Cet élément aurait une influence allant jusqu’au déclenchement des guerres dans le cas d’une égalité parfaite entre les hommes et sans institution politique contraignante au-dessus d’eux. Les hommes animés par divers émotions et désirs néfastes (la vanité ou passion publique, le désir de pouvoir ou la passion essentielle, la peur ou la passion privée) peuvent alors entrer en état de guerre. Thomas Hobbes est cependant l’un des seuls à ne pas voir en la guerre des effets uniquement néfastes, elle permettrait en effet de générer des motivations tant individuelles que communautaires. Par ailleurs, l’absence d’ennemis désignés par un État pourrait mener à sa sédition interne, amenant dans certains cas la guerre civile. L’allemand Samuel Pufendorf (1632-1694), d’abord théologien puis juriste et scientifique, possède sa propre vision de la philosophie juridique. Opposé à Hobbes, il considère que l’homme serait mû par une volonté de paix. Néanmoins, il pense, du point de vue de la raison, que l’éradication complète de la guerre est impossible, il se méfie également de la multiplication des traités à son époque.
Spinoza rejoint quant à lui Hobbes en ce qui concerne le pouvoir des intérêts personnels et leurs influences dans les décisions menant à la guerre. Il est également opposé aux interventions d’une autorité supérieure, principalement dans l’élaboration de traités de paix. Par ailleurs, le droit naturel doit avoir l’ascendant sur un éventuel droit international. Spinoza émet en outre une grande méfiance quant aux monarchies, qui sont selon lui de nature belliqueuse. Fénélon (1651-1715), précepteur du petit-fils de Louis XIV (le duc de Bourgogne), se méfie lui aussi de la monarchie. Dans son ouvrage pédagogique Les Aventures de Télémaque, il y critique ouvertement le pouvoir monarchique et prône l’intervention d’un arbitrage extérieure pour régler les conflits. À travers une autre de ses œuvres, l’Examen de conscience sur les devoirs de la royauté (1712), il se montre plus direct dans ses postulats et laisse apparaître la nécessité d’un équilibre des pouvoirs pour contrebalancer les tendances hégémoniques des monarques. Seule une fédération de plusieurs états, animée par une morale chrétienne commune pourrait tempérer les relations inter-étatiques. Ses analyses, comme c’est le cas pour de nombreux auteurs du XVIIIe siècle, sont contradictoires : le point de vue politique reste réactionnaire et médiéval, mais certains points sont révélateurs des révolutions à venir.

### Époque contemporaine
L’étude de l’histoire des relations internationales, en tant que discipline à part entière, se développe entre 1918 et 1945, en France mais également en Allemagne ou en Grande-Bretagne. Deux auteurs français peuvent être considérés comme les précurseurs de l’histoire des relations internationales. Le premier, Pierre Renouvin (1893-1974), est considéré comme le père de la discipline, c’est en effet un spécialiste de l’histoire des relations internationales. Durant sa carrière, il fut professeur à la Sorbonne, membre de l'Académie des sciences morales et politiques en 1946 et président de la Fondation nationale des sciences politiques de 1959 à 1971. Le second historien à jouer un rôle essentiel dans la reconnaissance de l’histoire des relations internationales en tant que discipline historique à part entière est  est Jean-Baptiste Duroselle. Ce dernier était professeur d'histoire contemporaine à l'Université de Lille et à la Sorbonne en 1964. Il était aussi maître de conférences puis professeur à l’Institut d'études politiques de Paris de 1946 à 1983. Parallèlement, il fut président  de la Commission pour la publication des documents diplomatiques ainsi que président de l'Institut d'histoire des relations internationales contemporaines.
L’étude des premiers ouvrages de référence permet de mettre à jour les forces profondes de l’étude de l’histoire des relations internationales : géographie-démographie, économie-finance, mentalités collectives. L’ensemble de ces éléments fondateurs exprime la volonté de pluridisciplinarité de l’histoire des relations internationales. Durant les premières années de recherche, l’étude de l’histoire des relations internationales est basée sur la collaboration entre l’histoire des relations internationales et d’autres secteurs du champ de la recherche historique.  
L’étude de l’histoire des relations internationales peut être est caractérisée comme riche, de par l’ensemble des thèmes de recherche qu’elle rassemble, mais aussi comme ambiguë du fait de la pluralité des interprétations possibles. Les forces profondes sont, pour Pierre Renouvin, hétérogènes et ne peuvent être placées dans un plan hiérarchisé, elles sont donc par nature équivalentes.
Les historiographies varient selon le pays étudié. À l’origine, on ne parlait pas d’histoire des relations internationales. Le champ de recherches privilégie était alors l’histoire évènementielle, l’histoire des grands hommes ou la diplomatie. Cette vision est remise en cause durant la première moitié du XXe siècle par l’École des Annales. C’est dans ce contexte que Pierre Renouvin procède à un tournant épistémologique dans la discipline. Il estime que l’histoire diplomatique a « un horizon trop restreint » et préconise deux tendances : les Annales, qui plébiscitent les mouvements économiques et sociaux, mais également le poids des opinions publiques, des idées, des sentiments et des passions. Les années 1950-1960, sont effectivement capitales en France car elles permettent réellement le développement de l’histoire des relations internationales. Elle intègre de nouveaux éléments de réflexion tels qu’une analyse économique et sociale, mais aussi une analyse des mentalités, culturelle, géopolitique ou stratégique. Ces années se sont révélées importantes : elles ont permis un raccourcissement du délai dans la transmission et la communication des savoirs. L’histoire des relations internationales n’est plus le seul rapport entre les gouvernements ; c’est aussi le rapport entre les peuples. La nouvelle histoire des relations internationales repose sur la synthèse des trois courants : les Annales, l’histoire diplomatique, et l’intégration de nouveaux éléments de réflexion.
Dans l'Introduction à l’histoire des relations internationales, Pierre Renouvin et Jean-Baptiste Duroselle détaillent les forces profondes de l’histoire des relations internationales qu’ils divisent en deux catégories distinctes. La première regroupe les « forces matérielles », qui reprennent les facteurs géographiques, les conditions démographiques, les forces économiques qui suscitent des antagonismes ainsi que celles qui unissent, mais également les questions financières.  La deuxième comprend les « forces spirituelles » ou « forces morales » regroupant le sentiment national, les nationalismes et le sentiment pacifiste. 
Duroselle, qui préside l’Institut d’Histoire des Relations Internationales contemporaines (IHRIC), met en évidence, par le biais du rôle détenu par le groupe dirigeant, le lien entre les relations internationales et la politique intérieure. C’est sur base de cette réflexion que l’on peut montrer la fécondité du concept de social-impérialisme mis en avant par les historiens allemands. L’histoire sociale apparaît alors comme un apport précieux à l’histoire des relations internationales.

## Spécificités historiographiques par pays

### Belgique
En Belgique, l’histoire des relations internationales liée à l’histoire militaire fait encore essentiellement la place aux deux guerres mondiales, principal objet d’étude dans le domaine militaire. Mais plus centré sur l’histoire des relations internationales, les recherches ont été davantage axées sur l’histoire des relations entre peuples. Par exemple, au XIXe siècle, on note une place importante accordée dans les travaux aux rapports divers entre les belges et les italiens. Au XXe siècle, on remarque des travaux du même genre qui furent réalisés sur l’opinion publique belge face à la guerre civile espagnole, et les réactions qu’elle suscita en Belgique. De plus, on peut également noter l’engagement scientifique dans l’expansion belge vers l’étranger de manière générale, que cela soit sur les plans politiques, économiques, sociaux et même culturels. De façon plus qu’évidente, le Congo belge en Afrique équatoriale a occupé une place importante dans cette historiographie belge. En effet, de très nombreuses études furent réalisées sur la politique coloniale belge, aussi bien du point de la métropole que de celui des colonisés en Afrique.
Dans les années 1970 et 1980, des recherches qualitatives furent également réalisées sur la présence belge en Chine en portant notamment un regard sur le plan économique lié à cette présence. La même chose fut effectuée en ce qui concerne l’expansion belge en Amérique du Sud ainsi qu’en Europe du Sud et de l’Est.

### France
Pierre Renouvin et Jean-Baptiste Duroselle prennent en considération les réflexions historiographiques formulées par les Annales mais aussi le poids des évènements, le rôle des individus et des « grands hommes ». Cela constitue une vision assez centrée sur les états et constitue un élément essentiel au sein de l’école française. 
L’histoire des relations internationales a bénéficié de l’apport décisif d’historiens de la langue comme Lévy-Leboyer, Gille et surtout Jean Bouvier. Cependant, les années 1960 sont encore marquées par l’importance capitale de la stratégie et du domaine militaire. On peut voir que le processus de séparation prend du temps. La maîtrise de l’espace, mais aussi la réflexion stratégique permet un élargissement de l’étude des relations internationales : doctrines stratégiques, rôle des militaires dans la décision politique. Renouvin explique que l’étude de la stratégie n’entre réellement dans le cadre des relations internationales que plus tardivement en France. De plus, les travaux d’historiens économiques de la colonisation permettent l’ouverture de l’étude de l’histoire des relations internationales au pays en voie de développement. 
Durant les années 1967 à 1977 se pose le problème des rapports entre le politique et l’économique. Cet aspect, mis en évidence par le questionnement marxiste, est caractéristique de l’école française de l’histoire des relations internationales. En effet, les impérialismes européens ont contribué à détériorer les relations internationales. Cependant, à la suite du déclin du marxisme, les recherches portent davantage sur les acteurs économiques et les entreprises qui développent non seulement des liens sur le plan national mais aussi transnational et transeuropéen. Cela permet de mettre à jour de nouvelles sources telles que des archives d’entreprises ou des rapports états-banques. 
Le rapport entre les faits de mentalité et l’histoire des relations internationales se renforce puisque les mentalités collectives jouent le rôle de force profonde au sein de cette étude. Les sentiments et les idéologies ne peuvent cependant pas être pris en compte. La dialectique du temps court et du temps long est très opérationnelle pour l’histoire des relations internationales.
L’histoire des relations internationales est une discipline qui se questionne et se renouvelle sans cesse. En effet, à partir des années 1980, l’historiographie prend quatre tournants.
Le premier est le Cultural turn (1980-1990). Il a permis l’ouverture de deux pistes : l’étude des opinions et des mentalités qui a été renouvelée et qui constitue une histoire culturelle des relations internationales, mais aussi l’intérêt des français pour ces disciplines qui constituent une histoire des relations culturelles internationales. Il faut distinguer l’histoire de la culture et l’histoire culturelle. Cela permet d’ailleurs de marquer l’importance de l’interdisciplinarité à la suite des liens entre l’histoire culturelle et l’histoire politique. La culture est vue comme un objet de recherche. Cette approche initiée par Renouvin et son intérêt pour le poids des mentalités sur les politiques étrangères, remet en cause la rationalité de la politique étrangère. L’histoire internationale apparaît comme le croisement entre l’histoire culturelle et les histoires économique, militaire ou politico-stratégique. 
Le deuxième tournant correspond au Transnational turn (1990). Ce courant permet aux historiens de multiplier les « points de vue » et de passer du plan national au plan transnational. Les relations transnationales désignent les relations humaines qui traversent plusieurs territoires nationaux, sans impliquer les États. Cette démarche historiographique établit des liens avec les travaux de Pierre Renouvin. Il est crucial cependant d’étudier d’une façon systémique à la fois les rapports entre les acteurs transnationaux, les rapports entre eux et les sociétés, les rapports entre eux et les États. 
Le troisième consiste en une histoire globale qui détermine le monde comme objet de recherche. C’est pour cette raison que l’on parle d’histoire mondiale, où les historiens ne se limitent plus à l’Occident. 
Enfin, on peut dégager un dernier tournant, l’histoire post-coloniale, qui permet de désoccidentaliser le regard des historiens.  
Ces tournants sont liés : l’histoire culturelle rend possible l’histoire transnationale. Il convient d’éviter l’illusion globale. Tout n’est pas global en histoire. Les historiens préfèrent développer une réflexion historique qui contextualise et mette en perspective la globalité des interactions induites par les rapports entre les peuples. Leur apport consiste donc à penser la complexité des relations internationales. 
Malgré les avancées de l’histoire des relations internationales, certains historiens ne manquent pas de cibler quelques faiblesses. Françoise Gaspard met en évidence le peu de place laissé aux femmes dans les relations internationales et l’histoire de celles-ci. Pierre Grosser pointe plusieurs insatisfactions : une histoire des relations internationales trop focalisée sur l’Europe, le caractère stato-centré des relations internationales, l’étanchéité entre l’histoire des relations internationales et l’histoire coloniale. Il serait temps de reconsidérer l’histoire des relations internationales au travers du prisme impérial car les dynamiques impériales sont plus pertinentes. 
Alors que dans plusieurs pays, l’histoire des relations internationales constitue un domaine autonome et pluridisciplinaire, en France, elle reste cloisonnée dans plusieurs disciplines.
Certains chercheurs, comme Maria Dolores Elizalde, estiment que l’histoire des relations internationales ne peut ignorer la méthodologie de l’histoire mondiale ou de l’histoire impériale, qui permettent de comprendre le fonctionnement des sociétés et du monde qu’elles déterminent.

### Allemagne
L’historiographie allemande des relations internationales est caractérisée, depuis l’unification du pays (1851), par deux conflits majeurs. Le premier prend sa source sur la question de la continuité ou non entre la politique étrangère menée par Bismarck, Guillaume II et Hitler. Le second débat tourne autour de la question de la primauté de la politique extérieure sur la politique intérieure (soutenue par Léopold Von Ranke, mais critiquée par Fritz Fisher dans son ouvrage). Cependant, le conflit se vide durant les années 1980-1990 à la faveur de l’apparition des nouvelles thématiques comme l’environnement, les transferts culturels et l’intégration européenne. 

### Royaume-Uni
Au Royaume-Uni, « le pragmatisme de la recherche l’emporte sur le débat idéologique, ce qui n’empêche pas une réflexion méthodologique approfondie, en particulier chez les titulaires de la Stevenson Chair de la London School of Economic and Political Science, " véritable centre de l’école britannique d’histoire des relations internationales "». En effet, dès la fin de la Première Guerre mondiale, les grands pionniers de cette histoire des relations internationales, comme Arnold Toynbee, prônent l’ouverture aux autres histoires nationales afin de réaliser une véritable histoire internationale. Cette dernière s’est particulièrement attachée aux processus de décision, notamment en intégrant les apports de l’histoire politique et culturelle, " en insistant non seulement sur l’environnement externe, politique, économique et social, mais aussi sur les facteurs internes, comme la formation, l’éducation et l’univers mental du décideur " (rendu possible grâce à l’abondance d’archives et de documents personnels).
Il y a également une rivalité épistémologique dans le domaine de la recherche en histoire des relations internationales entre les pays anglo-saxons. Les historiens sont non seulement influencés par les diverses théories d'ordre historiographique mais aussi par les modes historiques d’explication. Il y une approche « théorie critique contre théorie problème-solution », soit une opposition entre les méthodes britanniques et américaines. Il y a pourtant une existence d’un réseau complexe de liens de promiscuités, d’interactions et de synergies entre ces approches, aussi bien sur les différences concernant des sujets sensibles que sur d’autres sujets qui le sont moins.
À la fin du XXe siècle, on constate le développement, comme dans la plupart des pays d’Europe, d’une histoire de la construction européenne, qui est surtout traitée à travers l’analyse des facteurs sociaux et culturels.

### États-Unis
L’histoire des relations internationales aux États-Unis connaît les mêmes évolutions que son homologue française, mais s’en démarque par un lien plus étroit avec la science politique. Les chercheurs ont longtemps produit une histoire diplomatique privilégiant les archives des chancelleries et les relations interétatiques sans considérer les mouvements de l’économie et de la société. Bien que Charles Beard (1874-1948) critique cette façon de voir, il faut attendre les années 1950 pour que les historiens " perçoivent les états et les intérêts nationaux comme les principaux acteurs et moteurs des relations internationales ".
À partir des années 1960, les études se tournent vers " les sources profondes " mettant en avant les forces idéologiques et sociales. 
La Guerre du Vietnam (1954-1975) et le choc qu’elle occasionne permet l’émergence d’autres analyses révisionnistes.
Cependant, au cours des années 1970-80 des postes révisionnistes, menés par John Lewis Gaddis, centrent leur attention sur les états et les enjeux géopolitiques qu’ils poursuivent, les voyant comme les acteurs principaux des relations internationales.  D’autres historiens, quant à eux, sortent de cette approche en introduisant les méthodes et les problématiques de l’histoire sociale. 
Avec le Cultural turn, certains historiens sont amenés à s’interroger sur le poids des idéologies et des cultures, qui marquent inévitablement les sociétés et leurs dirigeants, les plaçant, de fait, sur le même pied que l’économie ou les enjeux de sécurité et de défense.  
Depuis les années 1990, les historiens américains s’interrogent sur le fait de passer de la Diplomatic history à l’International History , certains se demandent même si cette histoire internationale ne devrait pas être plus mondialisée et faire partie de la Global History ou Transnational History (world history). 

## Sources et thèmes de l'histoire des relations internationales
Le chercheur dans le domaine d l’histoire des relations internationales travaille, comme sa discipline l’exige, sur diverses sources avec une méthodologie propre à l’histoire. Les premières sources utilisées sont les archives diplomatiques qui permettent la mise en place d’une double clé explicative : une première faisant référence à la politique vue comme « action des états du centre » et une deuxième mettant en évidence le rôle joué par les individus, « une volonté d’un homme ou d’un groupe qui apporte l’élément essentiel d’explication. Le second type de sources que l’on peut dégager est composé des sources de nature économique comme les archives d’entreprises (richesse, fonctionnement des organismes bancaires, mouvements internes de capitaux ou encore rapport entre les états et les banques). Les colloques et travaux peuvent également constituer une source intéressante pour l’histoire des relations internationales. En effet, qu’ils portent sur des organisations internationales publiques ou bien privées, ils témoignent tous deux de contraintes économiques ou politiques influençant les rapports internationaux.

### Archives diplomatiques
La diplomatie est un moyen de communications entre différents états afin de dialoguer sur des domaines de grandes importances tels que le domaine militaire, le domaine économique, etc. La diplomatie fut longtemps considérée comme le moyen d’échanges entre les États, que ce soit en temps de paix ou en cas de conflits. Il se peut que ces accords diplomatiques soient faits en toute discrétion sans contrôle démocratique, comme les traités qui furent signés durant la Seconde Guerre mondiale. Concernant les études, la diplomatie était perçue pendant plusieurs décennies comme l’instrument à privilégier lorsque l’on étudie les relations internationales, voire le seul rendant possible la connaissance des clés des relations interétatiques. La politique étrangère constitue la principale source d’intérêt pour l’étude de la diplomatie, une branche conséquente de l’histoire des relations internationales. Cette histoire diplomatique l’étudie à travers les actions et décisions des milieux dirigeants. L’historien Jacques Thobie écrivait que l’objectif de cette histoire est « d’exposer et d’expliquer les relations entre États, à travers leur expression politique, sur la base de documents issus des ministères des Affaires étrangères ».
L’histoire de la diplomatie accorde un rôle plus que prépondérant dans ces relations entre différents hommes politiques concluant des traités avec d’autres hommes politiques d’un ou de plusieurs états différents. La diplomatie peut se faire de manière soit bilatérale ou multilatérale. La relation bilatérale est la forme élémentaire du jeu diplomatique. À partir du XVIIe siècle, les monarques envoient des représentants dans les autres pays (mariage arrangé entre les familles régnantes). C’est un rapport de puissance à puissance sous les yeux de la communauté internationale. Les relations bilatérales font souvent l’objet d’étude dans l’histoire des relations internationales. Elle permet de connaitre le contexte d’une période et de constater le rapport de force entre les deux états ainsi que les idéologies de ceux-ci.
Par le déclin des chancelleries, les relations bilatérales cèdent le pas aux relations multilatérales. Au XXe siècle, les relations multilatérales deviennent prédominantes dans les discussions internationales, soutenues par des institutions supranationales comme le SDN (ONU) et autres ONG. La diplomatie bilatérale concerne les rapports entre deux états, la multilatérale correspond à des dialogues entre différents états (plus que deux) en même temps qui interviennent généralement lors de conférences internationales. Il y a une évolution des rôles de ministres des Affaires étrangères dans les différents états. Ces derniers sont plus dirigés vers de la diplomatie multilatérale.
À la suite de la Première Guerre mondiale et plus encore après la Seconde, l’histoire diplomatique connait un changement dans sa méthode. Elle se mute pour devenir l’histoire des relations internationales, conserve l’État comme principal objet d’étude mais poursuit l’objectif, à travers divers angles nouveaux, de mieux le comprendre. Ainsi, Pierre Renouvin explique en 1953 que le défi de l’historien est désormais de faire face à une documentation abondante et facile d’accès et souligne qu’il est crucial de ne pas se contenter des sources diplomatiques pour étudier l’histoire des relations internationales. Son disciple Duroselle complète en écrivant qu’en effet, il ne faut pas se satisfaire seulement de la diplomatie, il faut aussi envisager les différentes relations commerciales, économiques, les correspondances intellectuelles, les émigrations et immigrations entre deux états.
En ce qui concerne les sources diplomatiques, il peut s’agir de correspondances officielles, de traces de conventions ou d’accords. On y retrouve plus globalement les archives de l’État, des ministères ou encore des parlements, etc. Avec la prise de conscience progressive que l’État n’est pas ou plus le seul acteur sur la scène internationale se rajoute alors les archives privées de Ministres et autres hommes politiques.

### Archives du transnationalisme
Renouvin et Duroselle insistent sur le fait que l’étude des relations internationales n’est pas uniquement à étudier selon le point d’observation que sont les documents diplomatiques. Un autre point d’observation à prendre en compte et d’une grande importance est le point de vue des actions de particuliers de différents états entre eux, appelé le transnational. L’intérêt du transnational dans l’étude des relations internationales débutent dans les années 1970, un moment où la France accordait alors une place primordiale à l’État, aux institutions gouvernementales et aux hommes politiques. Durant la Guerre froide c’est la place de l’État qui revient aux centres des études des relations internationales. Au début des années 1980, les phénomènes transnationaux refond l’objet d’examens plus poussés qui vont jusqu’à remettre en cause la manière de percevoir les relations internationales.
Le transnational est donc un point de vue des relations internationales qui étudient les interactions entre des particuliers et des activités de particuliers qui ne se limitent pas aux frontières de leurs états respectifs. Il est important de mentionner que ces activités ou les liens entre ces acteurs privés ne font aucunement l’objet de contrôles ou l’objet d’une législation par les différents pouvoirs centraux des gouvernements. Les réseaux de marchands, d’une grande importance et d’une grande longévité dans l’histoire, constituent l’un des plus anciens témoins de phénomènes transnationaux.
Au fur et à mesure, l’activité économique ainsi que des courants de pensées vont par exemple se développer, généralement de manière autonome vis-à-vis des gouvernements. Ceci entraine un changement puisque les relations étatiques cessent d’être les uniques relations internationales bien que l’État demeure le principal critère de définition de l’internationalité. Ainsi les relations internationales étatiques et non-étatiques se côtoient dans un monde gouverné par des États non-hermétiques aux apports extérieurs.
Pendant longtemps, il existait une domination des sphères politique et militaire qui constituaient les principales sources de relations entre les États. Puis, l’histoire des relations internationales apparait dans les années 1950 et élargit les perspectives de recherche de son ancêtre l’histoire diplomatique. Par la suite, en même temps que les rapports humains se diversifient sur le plan international, l’histoire des relations internationales se dote de nouvelles thématiques comme l’économie, le social, etc. Par conséquent ces nouvelles thématiques viennent se rajouter au domaine d’étude du spécialiste en relations internationales. Depuis quelques décennies, ces historiens s’intéressent même à l’histoire des mentalités ou encore à l’histoire culturelle. Ainsi, ce courant voit ses thématiques s’élargirent au fur et à mesure que la discipline historique se diversifie. Ces thématiques sont également directement inspirées de ces nouveaux acteurs non-gouvernementales sur le plan international par exemple les commerçants, les associations, les entreprises, les missionnaires, etc. L’histoire des relations internationales entend aussi souligner l’action de « forces profondes » pesant sur les gouvernants. Celles-ci sont le milieu naturel, la démographie, l’économie, les facteurs psychologiques : sentiment national et nationalisme, la religion, les stéréotypes nationaux. L’historien se doit dès lors de se renseigner sur ces acteurs ainsi que sur ces « forces profondes » qui influencent les relations internationales. Subséquemment, de nouvelles sources font parallèlement leur apparition aux yeux des historiens comme les archives économiques, des archives privées d’entreprises, des fonds d’associations, des sources littéraires diverses, etc..
En conclusion, on peut esquisser plusieurs défis pour l’historiographie des relations internationales. En effet, l’historien est amené à utiliser des nouvelles sources numériques nécessitant une collaboration internationale, lesquelles permettront de construire de nouveaux questionnements. Il doit veiller à l’interdisciplinarité et à l’utilisation de divers objets de recherche nouveaux : climat, eau ou épidémies, etc. Il ne doit oublier aucun acteur du monde. Un des enjeux est de faire entrer dans le champ de l’histoire des relations internationales tous les apports possibles des différentes disciplines (recherche culturelle, sociologique, géographique, stratégique) tout en réaffirmant son originalité et sa légitimité.

### Dictionnaires
- Marie-Claire Smouts, Dario Battistella et Pascal Vennesson, Dictionnaire des relations internationales. Approches, concepts, doctrines, Paris, 2003.
- Maurice Vaïse, Dictionnaire des relations internationales au XXe siècle, Louvain-la-Neuve-Paris, 2000.

### Monographies
- Fritz Fisher, Griff nach der Weltmacht. Die Kriegszielpolitik des kaiserlichen Deutschland 1914/18, Dusseldorf, 1961.
- Pierre Renouvin, Histoire des relations internationales, Paris, 1953.
- Pierre Renouvin et Jean-Baptiste Duroselle, Introduction à l'histoire des relations internationales, Paris, 1964.
- Paul Jay, Global Matters : The Transnational Turn in Littery Studies, Cornell, 2010.
- Robert Frank, Pour l'histoire des relations internationales, Paris, 2012.
- Sur Serge, Relations internationales, Paris, 1995.
- Torbjorn Knutsen, A history of International Relations theory, Manchester-New York, 1992.
- Brunello Vigezzi (3e éd.), The British Committee on the Theory of International Politics (1954-1985). The Rediscovery of History, Milan, 2006.
- Frédéric Ramel et David Cumin, Philosophie des relations internationales, Paris, 2002.
- Aron Raymond, Paix et guerre entre les nations, Paris, 1962.
- Marie Scott, « Portrait, 1914-1917. Jean-Baptiste Duroselle », dans Sciences politiques.
- Claudine Auliard, La diplomatie romaine, l’autre instrument de conquête, Rennes, 2006.
- Cicéron (trad. C. Appuhn), De Legibus.
- Paul Samir, « L’histoire des relations internationales. Contexte, cheminement et perspectives », dans Penser l’international : Perspectives et contributions des sciences sociales, Montréal, 2007.
- Raúl Bernal-Meza (dir.), « Les nouvelles relations internationales. Pratiques et théories », dans Études internationales, vol. 31, Paris, 2000, 414 p., chap. 1, p. 191.
- Les excuses dans la diplomatie américaine. Pour une approche pluraliste des relations internationales  (préf. Dario Battistella), coll. « Politique mondiale », 2018, p. 11–13.
- Pierre Grosser, « L'histoire des relations internationales à l'épreuve des interactions transnationale », dans Robert Frank, Pour l'histoire des relations internationales, Paris, 2012, p. 271.

### Articles et comptes rendus
- Caroline Douki et Philippe Minard, « Histoire globale, histoires connectées. Un changement d'échelle historiographique ? », Revue d’histoire moderne et contemporaine, t. 5, nos 54-4 bis,‎ 2007, p. 7-21.
- Les cahiers Irice  (préf. Robert Frank), t. 2, 2015, chap. 14, p. 5-12.
- Françoise Gaspard, « Les femmes dans les relations internationales », Politique étrangère, vol. 65, no 3,‎ 2000, p. 730-741.
- Pierre Grosser, « Comment écrire l’histoire des relations internationales aujourd’hui ? Quelques réflexions à partir de l’Empire britannique », Histoire Politique - Politique, culture, société, t. 1, no 10,‎ 2010, p. 1-40.
- Jacques Le Goff, « Les « retours » dans l’historiographie française actuelle », Les Cahiers du Centre de Recherches Historique, no 22,‎ 1999, p. 1-9.
- Jean-François Sirenelli, « L’histoire politique à l’heure du transnational turn. L’agora, la Cité, le monde… et le temps », Revue historique, t. 2, no 658,‎ 2011, p. 398-408.
- Hugues Tertrais, « Trente ans d’histoire des relations internationales. Remises en cause et perspectives », Les cahiers Irice, vol. 2, no 14,‎ 2015, p. 13-24.
- Hugues Tertrais, « 30 ans des relations internationales », Bulletin de l’Institut Pierre Renouvin, t. 1, no 37,‎ 2013, p. 161-189.
- Thibault De Montbrial, « Réflexions sur la théorie des relations internationales », Politique étrangère, vol. 3, no 3,‎ 1999, p. 467-490.
- Jean-Baptiste Duroselle, « Histoire des relations internationales », Revue française de Sciences politiques, nos 6-2,‎ 1956, p. 399-405.
- Thomas Gomart, « La relation bilatérale, un genre de l’histoire des relations internationales », Matériaux pour l’histoire de notre temps, vol. 65, no 1,‎ 2002, p. 65-68.
- Roger Aubert, « L’Historiographie contemporaine en Belgique depuis 1945. Aperçu thématique », Revue belge d’Histoire contemporaine, vol. 25, nos 1-2,‎ 1994-1995, p. 213-221.
- Emmanuelle Sibeud, « Du postcolonialisme au questionnement postcolonial. Pour un transfert critique », Revue d’histoire moderne et contemporaine, t. 4, nos 54-4,‎ 2007, p. 142-155.
- Georges Lawson et John Hobson, « What is history in international relations ? », Millenium - journal of international studies, vol. 2, no 37,‎ 2008, p. 415-435.
- Yves Laberge, « Dario Battistella, Théories des relations internationales », Études internationales, vol. 38, no 2,‎ 2007, p. 251.
- Federico Chabod et C.r. de Fernand Braudel, « Storia della politica estera italiana dal 1870 al 1896 », Annales. Economies, sociétés, civilisations, t. 1, no 2,‎ 1952, p. 259.
- Gabriel Lepointe et C.r. de François Louis Ganshof, « Le Moyen Âge, Histoire des relations internationales », Revue d’histoire de l’Église de France, t. 39, no 133,‎ 1953, p. 251-255.